# ژنومیک
ژنگان‌شناسی یا ژنومیک (به فرانسوی: génomique) شامل تجزیه و تحلیل داده‌ها و اطلاعات ژنتیکی به‌ویژه ژنوم جانداران است. ژنوم توالی کل دی‌ان‌ای موجود در سلول‌های یک جاندار است که به‌عنوان ماده ژنتیکی عمل می‌نماید و سبب بروز صفات وراثتی (فنوتیپ) می‌شود. با انتقال ماده وراثتی از یک نسل به نسل دیگر، صفات ارثی از یک نسل به نسل بعد منتقل می‌شود. در موجوداتی که تولید مثل جنسی دارند، ژن‌ها از طریق سلول جنسی نر (اسپرم) و سلول جنسی ماده (اووم) به نوزاد منتقل می‌شود. به‌طور خلاصه باید گفت که ژنومیک شامل توالی‌یابی و آنالیز ژن‌ها و رونوشت‌های آن‌ها در یک جاندار است.

## ژنومیک چهره نوین ژنتیک
یکی از شاخه‌های علمی شناخته شده در حوزه زیست‌شناسی، ژنتیک است که در واقع علم مطالعه توارث یا انتقال صفات از نسلی به نسل دیگر است. ژن‌ها حامل دستورالعمل‌های لازم برای ساختن پروتئین‌ها هستند که به نوبه خود فعالیت‌های سلول و اعمال مختلف بدن را تعیین می‌کنند، و به این ترتیب در بروز صفات گوناگون نقش دارند. به‌تازگی دانشمندان در قالب حوزه جدیدی از علم با عنوان ژنومیک به مطالعه این دستورالعمل‌های ژنتیکی پرداخته‌اند. در حقیقت ژنومیک واژه جدیدی است که به مطالعه همه ژن‌های موجود در بدن یک ارگانیسم (ژنوم) و نیز تعامل این ژن‌ها با یکدیگر و با محیط اطراف آن می‌پردازد. به عبارت دیگر ژنومیک، توالی، ساختار و عملکرد ژنوم را مطالعه می‌کند. تمرکز این شاخه علمی نوین بر مطالعه و تفسیر اطلاعات ژنتیکی یا همان ژنوم ارگانیسم است.
این اطلاعات شامل اعمال هر یک از ژن‌ها به تنهایی، شیوه تنظیم فعالیت آن‌ها و چگونگی تأثیرپذیری این ژن‌ها از ژن‌های دیگر و محیط اطرافشان می‌شود. ژنومیک شناخت ما از ارگانیسم‌های زنده را از سطح ملکولی تا سلول، همه ارگانیسم و بالاخره در سطح جمعیت متحول می‌کند و درک ما را از تکامل و روابط بین گونه‌ها ارتقا می‌دهد.
مجموعه فعالیت دانشمندان در حوزه ژنومیک با استفاده از نسل جدید ابزار علمی صورت می‌گیرد که به آن‌ها در تعیین ترادف یا توالی ژن‌ها، پیام‌های این ژن‌ها و محصولات پروتئینی آن‌ها و بالاخره تعبیر و تفسیر اطلاعات به دست آمده کمک می‌کند. یکی از مراحل بررسی‌های ژنومیک به‌کارگیری روش‌های سریع برای توالی‌یابی ژن‌ها است که اکنون در بیشتر آزمایشگاه‌های پیشرفته بخش اعظم آن به کمک ربات‌ها و رایانه‌ها انجام می‌شود. مرحله بعد شامل به‌کارگیری اطلاعات است. یک ژنوم مشخص حاوی میلیون‌ها قطعه کُد ژنتیکی است.
محققان در حال حاضر از یک کیت (بسته آزمایشگاهی برای یک منظور خاص) رایانه‌ای و روش‌های ریاضی که در مجموع بیوانفورماتیک گفته می‌شود برای تفسیر، دستکاری و آنالیز این اطلاعات استفاده می‌کنند. یک شبکه رایانه‌ای جهانی به نام GRID در حال شکل‌گیری است تا به دانشمندان امکان دهد هزار بار سریع‌تر از آنچه با استفاده از اینترنت میسر بود، به اطلاعات مشترک دست یابند و این اطلاعات ژنتیکی را مبادله و دستکاری کنند.
از دیگر مراحل مهم ژنومیک می‌توان به تهیه عکس‌های فوری یا اسنَپ‌شات‌های ژنتیکی اشاره کرد. به دلیل آن که در یک زمان خاص همه ژن‌های یک ارگانیسم فعال نیستند و ردیابی عملکرد ژن‌ها در حالی که فعال هستند میسر است.
دانشمندان باید تصاویری از عملکرد ژن‌ها طی یک فرایند خاص در حال انجام تهیه کنند تا آن روند را به خوبی شناسایی کنند. از نکات مهم بررسی‌های آزمایشگاهی در حوزه ژنومیک استفاده از گونه‌های مدل است.
ژن‌های منفرد و محل آن‌ها در طول کروموزوم‌ها ممکن است در گونه‌های مختلف تشابه زیادی داشته باشند؛ بنابراین مطالعات ژنومیک در تعدادی گونه مدل، اطلاعاتی فراهم می‌کند که برای دیگر گونه‌ها نیز قابل استفاده است
برای مثال، نتایج به دست آمده از مطالعه روی مگس میوه یا مخمر در مورد انسان نیز کاربرد دارد. اگر دانشمندان دقیقاً دریابند بدن چطور به پیوندهای بافتی واکنش نشان می‌دهد، موفق به ارتقای سیستم‌های پیوند و ترمیم سلول می‌شوند و بالاخره شناخت فاکتورهایی که میزان و نوع مواد شیمیایی ساخته شده در یک سلول را تعیین می‌کنند دستیابی به فرایندهای بهتر و جدید زیست‌فناوری صنعتی را ممکن خواهد کرد. همه این موفقیت‌ها و پیشرفت‌ها در سایه بهره‌مندی از دانش نوین ژنومیک صورت می‌پذیرد و تکنیک‌های ملکولی مورد استفاده در ژنومیک امکان مطالعه سیستم‌های بیولوژیکی را با دقت و حساسیت بسیار بالا که پیش از این قابل دستیابی نبود، فراهم می‌کنند.